# Smørstein Station
Smørstein Station (Smørstein stoppested) var en jernbanestation på Vestfoldbanen, der lå i Holmestrand kommune i Norge.
Stationen blev åbnet som trinbræt 16. juni 1921. Oprindeligt hed den Bogen, men den skiftede navn til Smørstein 15. december 1921, hvor den også blev opgraderet til holdeplads. Den blev nedgraderet til trinbræt igen 1. juli 1958. Betjeningen med persontog ophørte 3. juni 1973, og 28. maj 1978 blev stationen nedlagt. Stationsbygningen er revet ned.
18. august 1918 skete der et større jordskred syd for, hvor stationen senere blev anlagt. Efter det blev tracéen lagt om, og Smørstein jernbanetunnel åbnet 21. maj 1921. Hele tracéen ved Smørstein blev taget ud af brug i oktober 2016, fire uger før den nye dobbeltsporede strækning gennem Holmestrandsporten blev taget i brug.